# Xosa
Xosa (лат.) — род клопов из семейства древесных щитников. Эндемик Южной Африки.

## Описание
Длина тела около 1 см. От близких родов отличается следующими признаками: отверстие-носик ароматической железы с чёрным пятном у дистального конца; заднебоковые края переднеспинки не образованы шипами или отростками; пронотум не бороздчатый медиально. Параклипеи вогнуты сублатерально, достигают примерно переднего конца переднеспинки, но не дальше; 1-й усиковый сегмент значительно выступает за передний конец головы; дистальный конец 1-го сегмента рострума находится на уровне центра глаза; рострум доходит до заднего конца задних тазиков. Антенны 5-члениковые. Лапки состоят из двух сегментов. Щитик треугольный и достигает середины брюшка, голени без шипов.
- Xosa fuscoirroratus (Stål, 1853)
  - Rhaphigaster fuscoirroratus Stål, 1853
- Xosa lugubris (Thunberg, 1822)